# Mozsgó
Mozsgó é um município da Hungria, situado no condado de Baranya. Tem 21,76 km² de área e sua população em 2019 foi estimada em 981 habitantes.